# Adrian Vicol
Adrian Vicol (n. 15 decembrie 1923, Târgu Mureș, județul Mureș – d. 2013, București), pe numele real Iosif H. Weisz, a fost un cercetător științific, folclorist și etnomuzicolog român, de origine evreiască.

## Biografie
S-a născut la data de 15 decembrie, în orașul Târgu Mureș, județul Mureș.
Își începe studiile muzicale Conservatorul LYRA din București, între 1945-1948, cu Victor Iușceanu (teorie-solfegiu), continuându-le apoi la Conservatorul din București, între 1948-1953, cu profesorii Vasile Popovici (teorie-solfegiu), Paul Constantinescu și Ion Dumitrescu (armonie), Nicolae Buicliu și Leon Klepper (contrapunct), Tudor Ciortea (forme muzicale), Zeno Vancea și Adriana Sachelarie (istoria muzicii), Harry Brauner, Tiberiu Alexandru și Emilia Comișel (folclor), Dumitru D. Botez (dirijat coral), Theodor Rogalski (orchestrație), Alexandru Lepădatu (percuție).
În 1949 se angajează ca cercetător științific la Institutul de Folclor din București. Din 1968 devine cercetător științific principal până în 1983, când se pensionează.
Moare  în anul 2013, la București.

## Realizări
A publicat studii, articole, recenzii, cronici muzicale în diverse publicații periodice din țară și din străinătate: „Revista de folclor”, „Muzica”, „Flacăra”, „Contemporanul”, „Îndrumătorul cultural”, „Clubul”, „Scînteia tineretului”, „DEMOS” (Berlin), „Revue Roumaine de Linguistique”, „Revista Radioteleviziunii” etc.
A participat la mai multe campanii de cercetări de teren, efectuând culegeri de folclor în zonele Arad, Muscel, Argeș, Năsăud, Hunedoara, Roman, Valea Bistriței, Bicaz, Gorj, precum și în Albania (1959). A cules muzică sinagogală de la evreii din Muntenia, Moldova, Banat și Transilvania, precum și folclor idiș.
A publicat traduceri de studii de folclor din limba maghiară în limba română. De asemenea, în cadrul Institutului de Folclor a transcris peste 3000 de cântece populare (cu precădere din Muscel – 500 de piese).
A susținut numeroase emisiuni radiofonice și comunicări științifice.

## Distincții
A fost distins cu Premiul „Ciprian Porumbescu” al Academiei Române (2005) pentru lucrarea „Recitativul epic al baladei românești” (2004).

## Lucrări

### Volume
- Recitativul epic al baladei românești. Tipologie muzicală, București, Editura Arvin Press, 2004, 534 p. ISBN 973-796-660-0
- Cântecul propriu-zis din Muscel, Colecția Națională de Folclor, București, Editura Muzicală (în colaborare cu Paula Carp)
Volumul 1, 2007, 531 p. ISBN 978-973-420-472-4
Volumul 2, 2008, 411 p. ISBN 978-973-420-497-7

### Studii și articole
Revista Muzica
- „Puncte de plecare pentru îmbunătățirea activității formațiilor instrumentale de amatori” în Muzica, VI, nr. 10, București, 1956

Revista de Folclor / Revista de Etnografie și Folclor
- „Contribuții la studiul ritmului în cîntecele populare din Muscel” în RF, tomul III, nr. 3, București, 1958
- „Folclorul muzical în emisiunile posturilor noastre de radio” în RF, tomul III, nr. 4, București, 1958
- „Unele realizări ale folcloristicii românești în cei 15 ani ed la eliberare” în RF, tomul IV, nr. 1-2, București, 1959 (în colaborare cu C. Bărbulescu și A. Bucșan)
- „Materiale sovietice în dezbaterea colectivului științific al Institutului RF, tomul V, nr. 1-2, București, 1960
- „Cîteva variante ale «Doinei Hașului» (Doftana)” în RF, tomul VI, nr. 1-2, București, 1961
- „Consfătuirea cu dirijorii și soliștii de muzică populară românească” în RF, tomul VII, nr. 1-2, București, 1962
- „Pentru un înalt nivel artistic al concertelor orchestrei Barbu Lăutaru” în RF, tomul VII, nr. 1-2, București, 1962 (în colaborare cu L. Alexandrescu-Mazilu)
- „Un constructor muscelean de fluiere” în REF, tomul IX, nr. 3, București, 1964
- „Contribuții la studiul structurii arhitectonice  a melodiilor cu refren” în REF, tomul XI, nr. 4, București, 1966
- „D. G. Kiriac – precursorul cercetării științitice a folclorului muzical românesc” în REF, tomul XI, nr. 5-6, București, 1966
- „Rolul interpretării în determinarea sistemelor ritmice (Raportul de reciprocitate între sistem, structură și interpretare)” în REF, tomul XIII, nr. 1, București, 1968
- „Premise teoretice la o tipologie muzicală a colindelor românești” în REF, tomul XV, nr. 1, București, 1970
- „Contribuții la cercetarea monografică a țambalului” în REF, tomul XV, nr. 5, București, 1970
- „Aspecte ale relațiilor text-melodie în cîntecele epice românești” în REF, tomul XVII, nr. 2, București, 1972
- „Despre valorificarea moștenirii științifice a lui Constantin Brăiloiu” în REF, tomul XVII, nr. 4, București, 1972 (în colaborare cu Stanca Fotino)
- „Institutul de Etnografie și Folclor la cea de a 30-a aniversare a Eliberării” în REF, tomul XIX, nr. 4, București, 1974
- „Recitativul parlato în cîntecele epice românești” în REF, tomul XXI, nr. 1, București, 1976
- „Constanță și variabilitate în structura arhitectonică a melodiilor epice” în REF, tomul XXIV, nr. 1, București, 1979

Anuarul Institutului de Cercetări Etnologice și Dialectologice
- „Preliminarii al prelucrarea matematică a melodiilor epice” în Anuarul I.C.E.D., seria A, nr. 1, București, 1979
- „Actualitatea metodelor moderne în cercetarea instrumentelor populare” în Anuarul I.C.E.D., seria A, nr. 3, București, 1981[6]

Revue Roumaine de Linguistique
- „Automatic analysis of melodic structures in the romanian folk songs” în Revue Roumaine de Linguistique, tomul XXIX, București, 1982, idem în Cahiers de linguistique théorique et appliquée, tomul XXI, nr 1-6, București, 1984 (în colaborare cu Alexandru Popovici)